# Torano Nuovo
Torano Nuovo é uma comuna italiana da região dos Abruzos, província de Teramo, com cerca de 1.675 habitantes. Estende-se por uma área de 10 km², tendo uma densidade populacional de 168 hab/km². Faz fronteira com Ancarano, Controguerra, Nereto, Sant'Egidio alla Vibrata, Sant'Omero.

## Demografia
| Variação demográfica do município entre 1861 e 2011                               |
|                                                                                   |
| Fonte: Istituto Nazionale di Statistica (ISTAT) - Elaboração gráfica da Wikipedia |